# Orthodes bolteri
Orthodes bolteri är en fjärilsart som beskrevs av Smith 1900. Orthodes bolteri ingår i släktet Orthodes och familjen nattflyn. Inga underarter finns listade i Catalogue of Life.